# دوري الملوك
دوري الملوك هو دوري كرة قدم سُباعي إسباني، أنشأهُ جيرارد بيكيه بالشراكة مع شخصيات بارزة أخرى في كرة القدم ومنشئي محتوى الإنترنت.

## النظام
ينقسم دوري الملوك في كل موسم إلى قسمين: فصل الشتاء وفصل الصيف. كلا الفريقين لهما مرحلة الدوري والإقصاء، وخلال مرحلة الدوري، تلعب الفرق الإثني عشر أحد عشر يومًا وتواجه كل فريق آخر مرة واحدة. تتقدم الفرق الثمانية الأولى بناءً على تصنيفاتها في نهاية مرحلة الدوري إلى التصفيات. تشتمل كل يوم من المباريات على ست مباريات مدة كل منها أربعون دقيقة، مقسمة إلى شوطين مدة كل منهما عشرين دقيقة، وتُلعب على التوالي على نفس الملعب.
بالنسبة للموسم الافتتاحي، مُنح اللاعبون الفرصة للتقديم وتم اختيارهم من خلال عملية مسودة جرت في 27 ديسمبر 2022. خضع اللاعبون المحتملون لاختبارات بدنية ومهارات قبل تخصيص أفضل اللاعبين المحتملين للفرق. اختار كل فريق عشرة لاعبين، مع وجود مقعدين إضافيين في القائمة محجوزتين للاعبين الضيوف، مثل لاعبي كرة القدم أو لاعبي البث، المعروفين باسم اللاعب الحادي عشر واللاعب الثاني عشر. يمكن أن يتغير هؤلاء اللاعبون الحادي عشر والثاني عشر في كل يوم مباراة، ويهدف اللاعب الحادي عشر إلى البقاء مع الفريق طوال الموسم بأكمله.

## القواعد
للبطولة مجموعة من القواعد التي تم إنشاؤها من خلال عملية تصويت أجريت على منصات وسائل التواصل الاجتماعي، حيث تم منح المشجعين الفرصة للمساهمة والتصويت على القواعد.
تتضمن هذه القواعد ركلات الترجيح من منتصف الملعب، واستخدام التسلل، وتخصيص كرات اليد لرمي التماس، والتبديلات غير المحدودة، والبطاقات الصفراء التي تؤدي إلى استبعاد لمدة دقيقتين، والبطاقات الحمراء تؤدي إلى 5 - استبعاد لمدة دقيقة حتى يتمكن بديل من الدخول. تبدأ اللعبة بالكرة في وسط الملعب ويبدأ اللاعبون من الخط الخلفي، وتتراوح ارقام اللاعبين من 0 إلى 99، وتنقسم المباريات إلى شوطين مدة كل منهما 20 دقيقة، وهناك إدراج "أسلحة سرية" إذ يمكن لكل فريق استخدامها مرة واحدة في كل مباراة. تتضمن هذه الأسلحة السرية ركلة جزاء لصالحهم، والتسديد لصالحهم، وإقصاء لاعب منافس لمدة دقيقتين، وهدف مزدوج لمدة دقيقتين، وبطاقة بدل، والقدرة على سرقة بطاقة سلاح الفريق المنافس.

### اللاعب 12
يمكن لفرق البطولة دعوة لاعب ضيف واحد (اللاعب الثاني عشر) في كل يوم من أيام المباراة.

## التغطية الإعلامية
ستكون جميع مباريات البطولة متاحة للبث المباشر على قنوات الدوري الرسمية تويتش ويوتيوب وتيك توك، وكذلك على القنوات الفردية لرؤساء الفرق، وستكون مجانية للمشاهدين.
وصلت الدورة إلى جمهور متوسط بلغ 450.000 مشاهد في الجولة الأولى وبلغت ذروتها عند 780.000 مشاهد. في الجولة الثانية، نما متوسط عدد المشاهدين إلى 558.200 مشاهد، وبلغت ذروة المشاهدة 945.000 مشاهد. وفي الدور الثالث، جمعت المباراة أكثر من 1.3 مليون شخص.
في 13 مارس 2023، أُعلن أن الإذاعة الكاتالونية العامة أنها ستبث نهائي تصفيات الدوري الشتوي، المقرر في 26 مارس، على الهواء مباشرة على قناتها الرئيسية TV3.

## مواعيد مباريات دوري الملوك 2025
ستُقام مباراة المغرب واليابان في مرحلة "الفرصة الأخيرة" من دوري الملوك (Kings League) يوم السبت 6 يناير 2025. ستبدأ المباراة في الساعة السادسة مساءً بتوقيت إيطاليا والمغرب، والثامنة مساءً بتوقيت السعودية.